# Коренной, Александр Иустинович
Александр Иустинович Коренной (1902—1982) — заместитель начальника опытно-конструкторского бюро Института электросварки им. Е. О. Патона АН Украинской ССР, лауреат Государственной премии СССР (1969).
Член КПСС с 1947 г.
Окончил рабфак (1924) и Киевский политехнический институт (1930).
В 1930—1940 гг. инженер на заводах в Киеве и Харькове.
С января 1941 г. — в Институте электросварки АН УССР: младший научный сотрудник (1941—1944), научный сотрудник, старший научный сотрудник отдела внедрения.
Во время войны — в эвакуации в Нижнем Тагиле, инструктор от института на танковом производстве.
Предложил использовать в качестве сырья для изготовления флюса шлак Ашинского металлургического завода — отходы доменного производства при выплавке чугуна на древесном угле. Доменному шлаку недоставало 10% оксида марганца, но проблема была решена добавкой марганцевой руды, и  к лету 1942 г. был создан флюс марки АШ (ашинский флюс) для автоматической сварки легированных сталей.
В 1943 г. предложил способ автоматической сварки расщепленным электродом.
За успешное внедрение и освоение в бронекорпусном производстве сварки под флюсом награждён орденом «Знак Почёта» (1943).
Несмотря на отсутствие учёной степени, в 1960 г. был назначен зам. начальника ОКБ и работал в этой должности до 1975 г.
Лауреат Государственной премии СССР (1969, в составе коллектива) — за создание и внедрение комплексно-механизированного показательного сварочного производства в уникальном блоке сварных машиностроительных конструкций Уралмашзавода.
Награждён медалью «За трудовое отличие» (27.04.1967).